# Екс Еурочерамика (Болоња)
Екс Еурочерамика (итал. Ex Euroceramica) је насеље у Италији у округу Болоња, региону Емилија-Ромања.
Према процени из 2011. у насељу је живело 15 становника. Насеље се налази на надморској висини од 37 м.